# Герб Псковської області

Герб Псковської області

Герб Псковської області є символом Псковської області, прийнято 27 лютого 1995 року Законом Псковської області «Про герб Псковської області».

## Опис
Герб Псковської області — барс під благословляючою рукою в синьо-блакитному полі гербового щита.
Геральдичний опис герба Псковської області говорить: «У синьо-блакитному полі золотий барс, що йде, супроводжуваний на чолі щита благословляючою рукою природного кольору, що виходить зі срібної хмари. Щит увінчаний Імператорською короною й оточений золотим дубовим листям, з'єднаним Андріївською стрічкою».